# Univerzita Bordeaux I
Univerzita Bordeaux I, francouzsky plným názvem Université Bordeaux 1 Sciences et Technologies je francouzská vysoká škola, která se specializuje na přírodní vědy. Hlavní sídlo školy se nachází v Bordeaux. Ve školním roce 2009/2010 měla škola celkem 10 000 studentů.